# König-Ludwig-Lauf
De in 1968 opgerichte König-Ludwig-Lauf is de grootste volksskilanglauf-wedstrijd van Duitsland. De König-Ludwig-Lauf vindt plaats in het Oberammergau en het Ettal. Het maakt deel uit van de Worldloppet-serie, FIS Worldloppet Cup, de DSV-skilanglaufserie en de Ski Classics. 
De start vindt plaats in het eerste weekend van februari in Ettal, de finish is in het Oberammergauer Sportzentrum. Er kunnen afstanden van 50 km en 23 km worden gelopen in zowel de klassieke (zondag) als de vrije stijl (zaterdag). Daarnaast wordt er een zogenaamde "Mini Kini" over 5 km voor kinderen tussen de 6 en 14 jaar georganiseerd. Bovendien vinden er de wereldkampioenschappen langlaufen voor artsen en apothekers over 23 en 50 km plaats. De traditionele lange afstand leidt van de start in Ettal door het Graswangdal onmiddellijk bij Schloss Linderhof voorbij weer terug naar het Graswangdal tot de finish in Oberammergau. In de laatste jaren wordt er wegens sneeuwgebrek vaak een verkorte afstand gelopen, welke niet langs het Schloss Linderhof gaat.
Het totale aantal deelnemers ligt rond de 4000 personen.
De 50 km op de zondag van de 39e König-Ludwig-Lauf in het jaar 2011 was de eerste editie die live werd uitgezonden op televisie en internet.
De 42e Köning-Ludwig-Lauf in 2014 werd voor de eerste keer uitgezonden door de sportzender Eurosport, die de volledige wedstrijd op de volgende maandag uitzond. Hiermee was de wedstrijd voor heel Duitsland op televisie te zien.

## Erelijst (lange afstand, klassieke stijl)
| Jaar | Afstand (km)                       | Winnaar heren                      | Land                               | Tijd                               |                                    | Winnaar vrouwen                    | Land                               | Tijd                               |
| ---- | ---------------------------------- | ---------------------------------- | ---------------------------------- | ---------------------------------- | ---------------------------------- | ---------------------------------- | ---------------------------------- | ---------------------------------- |
| 2020 | Afgelast vanwege de coronapandemie | Afgelast vanwege de coronapandemie | Afgelast vanwege de coronapandemie | Afgelast vanwege de coronapandemie | Afgelast vanwege de coronapandemie | Afgelast vanwege de coronapandemie | Afgelast vanwege de coronapandemie | Afgelast vanwege de coronapandemie |
| 2019 | 50                                 | Morten Eide Pedersen               | Noorwegen                          | 02:28:18.9                         |                                    | Lina Korsgren                      | Zweden                             | 02:29:18.2                         |
| 2018 | 44                                 | Tore Bjørseth Berdal               | Noorwegen                          | 01:55:15.3                         |                                    | Aurélie Dabudyk                    | Frankrijk                          | 02:00:59.7                         |
| 2017 | 38                                 | Max Olex                           | Duitsland                          | 01:26:20.6                         |                                    | Aurélie Dabudyk                    | Frankrijk                          | 01:36:34.4                         |
| 2016 | Afgelast                           | Afgelast                           | Afgelast                           | Afgelast                           | Afgelast                           | Afgelast                           | Afgelast                           | Afgelast                           |
| 2015 | 46                                 | Petter Eliassen                    | Noorwegen                          | 01:59:42.9                         |                                    | Britta Johansson Norgren           | Zweden                             | 02:16:28.6                         |
| 2014 | 46                                 | Johan Kjølstad                     | Noorwegen                          | 01:57:58.3                         |                                    | Seraina Boner                      | Zwitserland                        | 02:07:42.2                         |
| 2013 | 42                                 | Jerry Ahrlin                       | Zweden                             | 01:51:14.1                         |                                    | Seraina Boner                      | Zwitserland                        | 01:58:14.8                         |
| 2012 | 50                                 | Stanislav Řezáč                    | Tsjechië                           | 02:16:35.5                         |                                    | Susanne Nyström                    | Zweden                             | 02:36:18.2                         |
| 2011 | 42                                 | Jerry Ahrlin                       | Zweden                             | 01:38:56.9                         |                                    | Sandra Hansson                     | Zweden                             | 01:50:23.5                         |
| 2010 | 42                                 | Anders Aukland                     | Noorwegen                          | 01:44:13.4                         |                                    | Suvi Karjaluoto                    | Finland                            | 02:10:12.2                         |
| 2009 | 50                                 | Stanislav Řezáč                    | Tsjechië                           | 01:59:42.7                         |                                    | Jenny Hansson                      | Zweden                             | 02:15:44.8                         |
| 2008 | 42                                 | Daniel Tynell                      | Zweden                             | 01:32:03.8                         |                                    | Elin Ek                            | Zweden                             | 01:44:26.0                         |
| 2007 | 40                                 | Daniel Tynell                      | Zweden                             | 01:24:49.4                         |                                    | Elin Ek                            | Zweden                             | 01:35:54.0                         |
| 2006 | 50                                 | Stanislav Řezáč                    | Tsjechië                           | 02:18:35.9                         |                                    | Ine Wigernäs                       | Noorwegen                          | 02:36:55.5                         |
| 2005 | 50                                 | Stanislav Řezáč                    | Tsjechië                           | 02:18:01.2                         |                                    | Cristina Paluselli                 | Italië                             | 02:41:59.3                         |
| 2004 | 50                                 | Stanislav Řezáč                    | Tsjechië                           | 02:01:16.9                         |                                    | Cristina Paluselli                 | Italië                             | 02:15:36.0                         |
| 2003 | 49                                 | Jørgen Aukland                     | Noorwegen                          | 02:05:32.8                         |                                    | Lara Peyrot                        | Italië                             | 02:11:56.0                         |
| 2002 | Afgelast                           | Afgelast                           | Afgelast                           | Afgelast                           | Afgelast                           | Afgelast                           | Afgelast                           | Afgelast                           |
| 2001 | 46                                 | Christian Baldauf                  | Oostenrijk                         | 02:12:55.7                         |                                    | Ramona Roth                        | Duitsland                          | 02:24:07.9                         |
| 2000 | 51                                 | Stanislav Řezáč                    | Tsjechië                           | 02:01:12.1                         |                                    | Svetlana Nagejkina                 | Rusland                            | 02:20:28.0                         |
| 1999 | 45                                 | Mikael Östberg                     | Zweden                             | 02:10:05.0                         |                                    | Dorota Dziadkowiec                 | Polen                              | 02:24:45.0                         |
| 1998 | 55                                 | Staffan Larsson                    | Zweden                             | 02:19:05.1                         |                                    | Elena Grigoreva                    | RUS                                | 02:49:50.0                         |
| 1997 | 55                                 | Martin Petrasek                    | Tsjechië                           | 02:09:42.9                         |                                    | Sigrid Wille                       | Duitsland                          | 02:23:13.0                         |
| 1996 | 58                                 | Håkan Westin                       | Zweden                             | 02:26:56.9                         |                                    | Gudrun Pflüger                     | Oostenrijk                         | 02:53:50.1                         |
| 1995 | 55                                 | Håkan Westin                       | Zweden                             | 01:58:42.6                         |                                    | Lucie Bucharova                    | Tsjechië                           | 02:30:14.0                         |
| 1994 | 47                                 | Alec Vanek                         | Tsjechië                           | 01:53:38.5                         |                                    | Maria Theurl                       | Oostenrijk                         | 02:10:58.0                         |
| 1993 | 55                                 | Alec Vanek                         | Tsjechië                           | 02:04:14.2                         |                                    | Nataly Tschernych                  | Rusland                            | 02:31:01.0                         |
| 1992 | 53                                 | Erik Hansson                       | Zweden                             | 02:02:32.2                         |                                    | Sisko Kainulainen                  | Finland                            | 02:31:30.0                         |
| 1991 | 53                                 | Ladislav Svanda                    | Tsjechië                           | 02:07:06.2                         |                                    | Vida Ventsene                      | Litouwen                           | 02:32:58.0                         |
| 1990 | Afgelast                           | Afgelast                           | Afgelast                           | Afgelast                           | Afgelast                           | Afgelast                           | Afgelast                           | Afgelast                           |
| 1989 | 50                                 | Anders Blomquist                   | Zweden                             | 01:58:45.4                         |                                    | Sisko Kainulainen                  | Finland                            | 02:19:28.0                         |
| 1988 | 65                                 | Konrad Hallenbarter                | Zwitserland                        | 02:58:47.0                         |                                    | Christina Gill                     | Zwitserland                        | 03:26:03.0                         |
| 1987 | 65                                 | Bengt Hassis                       | Zweden                             | 02:35:39.1                         |                                    | Annerose Rees                      | Duitsland                          | 03:31:53.0                         |
| 1986 | 50                                 | Konrad Hallenbarter                | Zwitserland                        | 01:55:05.0                         |                                    | Sisko Kainulainen                  | Finland                            | 02:14:41.0                         |
| 1985 | Afgelast                           | Afgelast                           | Afgelast                           | Afgelast                           | Afgelast                           | Afgelast                           | Afgelast                           | Afgelast                           |
| 1984 | 65                                 | Bengt Hassis                       | Zweden                             | 02:36:03.0                         |                                    | Sisko Kainulainen                  | Finland                            | 03:04:58.0                         |
| 1983 | 70                                 | Per Knotten                        | Noorwegen                          | 03:36:39.0                         |                                    | Sisko Kainulainen                  | Finland                            | 03:55:33.0                         |
| 1982 | 90                                 | Lars Frykberg                      | Zweden                             | 04:12:28.0                         |                                    | Kathrin Glasl                      | Duitsland                          | 05:43:29.0                         |
| 1981 | 90                                 | 7 langlaufers met dezelfde tijd    | 5 nationaliteiten                  |                                    |                                    | Kathrin Glasl                      | Duitsland                          | 05:36:24.0                         |
| 1980 | 90                                 | Per Knotten                        | Noorwegen                          | 05:27:38.0                         |                                    | Gerda Kunz                         | Oostenrijk                         | 06:07:15.0                         |
| 1979 | 90                                 | Pauli Siitonen                     | Finland                            | 03:39:20.0                         |                                    |                                    |                                    |                                    |
| 1978 | 90                                 | Pauli Siitonen                     | Finland                            | 04:36:31.0                         |                                    |                                    |                                    |                                    |
| 1977 | 73                                 | Pauli Siitonen                     | Finland                            | 03:13:22.0                         |                                    |                                    |                                    |                                    |
| 1976 | 90                                 | Pauli Siitonen                     | Finland                            | 04:05:06.0                         |                                    |                                    |                                    |                                    |
| 1975 | Afgelast                           | Afgelast                           | Afgelast                           | Afgelast                           |                                    |                                    |                                    |                                    |
| 1974 | 90                                 | Pauli Siitonen                     | Finland                            | 04:05:06.0                         |                                    |                                    |                                    |                                    |
| 1973 | 90                                 | Heinrich Simon                     | Duitsland                          | 04:53:59.0                         |                                    |                                    |                                    |                                    |
| 1972 | Afgelast                           | Afgelast                           | Afgelast                           | Afgelast                           |                                    |                                    |                                    |                                    |
| 1971 | 90                                 | Robert Eiermann                    | Duitsland                          | 05:18:01.0                         |                                    |                                    |                                    |                                    |
| 1970 | 90                                 | Heinrich Simon                     | Duitsland                          | 05:01:00.0                         |                                    |                                    |                                    |                                    |
| 1969 | 88                                 | Arthur Bodenmüller                 | Duitsland                          | 04:12:33.0                         |                                    |                                    |                                    |                                    |
| 1968 | 83                                 | Klaus Niedermeier                  | Duitsland                          | 06:26:04.0                         |                                    |                                    |                                    |                                    |

## Afbeeldingen

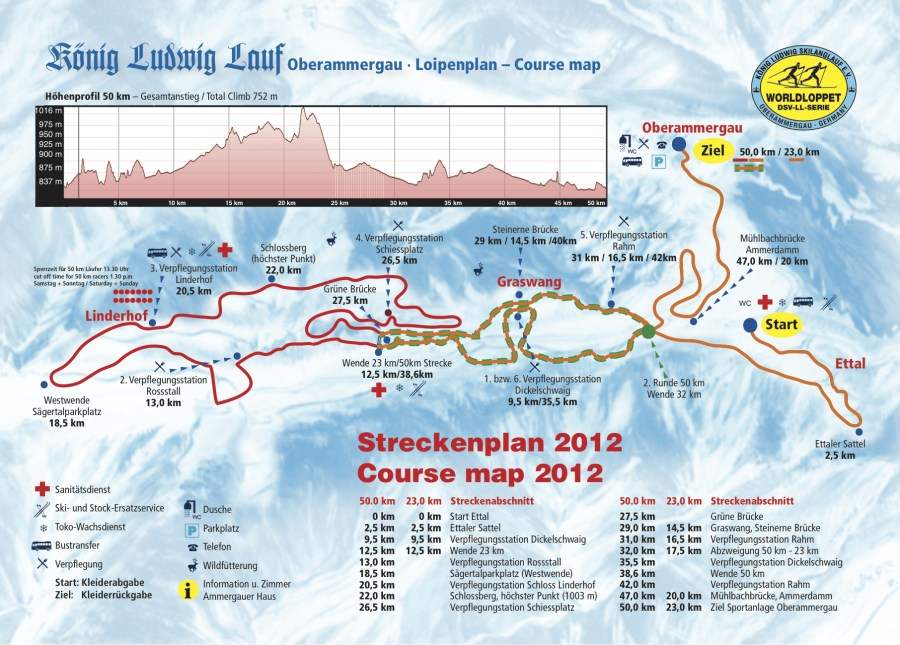
Loipenplan en hoogteprofiel 2012
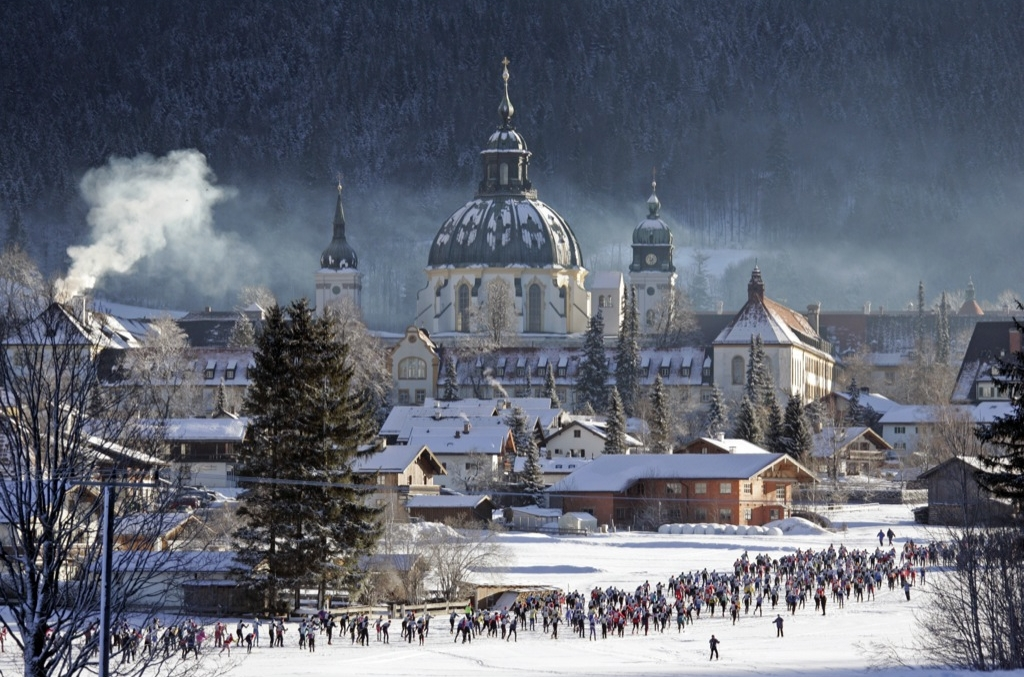
Het langlauf peloton voor het klooster van Ettal
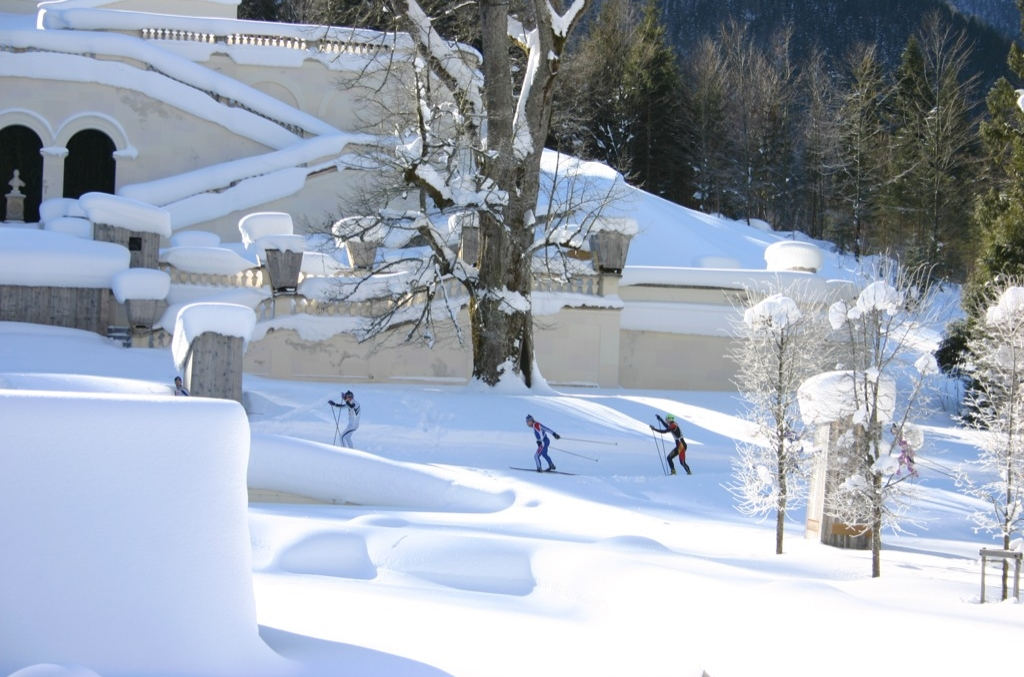
Langlaufers bij het passeren van Schloß Linderhof